# Juicio de Minsk
El juicio o proceso de Minsk fue un juicio por crímenes de guerra celebrado ante un tribunal militar soviético en 1946 en Minsk, la capital de la RSS de Bielorrusia. Los acusados incluyeron militares, policías y oficiales de las SS alemanes que fueron responsables de implementar las políticas de ocupación en Bielorrusia durante la Segunda Guerra Mundial de 1941-1945.

## Juicio
El tribunal escuchó el caso contra dieciocho militares alemanes, miembros de las SS y otros oficiales acusados de cometer crímenes durante la ocupación de Bielorrusia, en el curso de la Segunda Guerra Mundial (1941-1945). Los acusados incluían a once miembros de la Wehrmacht, incluidos dos generales; cuatro miembros de la policía (Ordnungspolizei), incluido un general de policía; y tres miembros de las Waffen-SS y de la SD.
Los jueces fueron: el mayor general de Justicia Kedrov (presidente), coroneles de Justicia Sakharov y Vinogradov (miembros del tribunal), mayor de Justicia Ivanov (secretario). La fiscalía estuvo representada por el fiscal militar mayor general de Justicia Yachenin. La defensa estuvo a cargo de los abogados Mikhalsky, Bedrosov, Savenko, Tatarintsev, Gavrilov, Plevaka y Petrenko (Franz Karl Hess rechazó un abogado y se defendió a sí mismo).
La primera reunión del Tribunal Militar tuvo lugar la tarde del 15 de enero de 1946 en Minsk en las instalaciones de la Cámara de Oficiales del Distrito. El proceso se celebró a puerta abierta, a las sesiones del juicio asistieron alrededor de 1000 personas en representación de todas las regiones y distritos de la RSS de Bielorrusia. En la mesa central, presidiendo las sesiones, se sentaban los jueces; los acusados se sentaban en dieciocho bancos a los lados de la sala de audiencia.
La acusación fue leída durante todo el primer día del juicio. Los acusados fueron acusados del asesinato de ciudadanos soviéticos pacíficos, represalias brutales y abuso de prisioneros de guerra soviéticos, deportación masiva de la población civil a la esclavitud alemana, destrucción de ciudades, pueblos y robo de la población civil. La investigación judicial duró hasta el 27 de enero, cuando comenzó el debate de las partes. La mayor parte de las sesiones del 28 de enero se dedicaron a los discursos de los abogados, quienes argumentaron que los acusados eran ciertamente culpables, pero merecían indulgencia, porque, en primer lugar, se arrepintieron y, en segundo lugar, solo cumplieron órdenes de la máxima dirección del país. Posteriormente, se dio a los acusados el derecho a la última palabra. Todos se arrepintieron, pidieron clemencia y condenaron el fascismo, solo el comandante del 26.º Regimiento de Policía de las SS, el teniente coronel Georg Robert Weisig, pidió perdón no para él, sino para Ernst August Falk su subordinado y el teniente de las SS Hans Hermann Kok declaró que:

Todos esos crímenes que cometí en Rusia, los hice no solo a través de la ejecución obediente de aquellas órdenes que dieron mis superiores, sino también a partir del reconocimiento e implementación de la teoría racial. También mate y destruí por propia iniciativa. […] Mucha sangre en mis manos. […] En este momento estoy esperando una sentencia de muerte.

El juicio concluyó en enero de 1946, con la sentencia pronunciada el 29 de enero. Los dieciocho acusados fueron encontrados culpables; catorce fueron condenados a muerte y el resto a diversas penas de trabajos forzados. Los condenados a muerte fueron ahorcados en público, ante más de 100 000 espectadores civiles, en el hipódromo de Minsk (actualmente Plaza de la Victoria), el 30 de enero de 1946. En el lugar de ejecución se instalaron ocho horcas. A las barras horizontales se adherían unas placas con los nombres y rangos militares de los condenados. Cerca de la calle Ulyanovsk se instalaron una tribuna y un pilar con dos enchufes y un altavoz.

## Acusados
| Nombre                                | Rango                                    | Organización    | Puesto                                                                                                | Sentencia                                                |
| ------------------------------------- | ---------------------------------------- | --------------- | --- | -------------------------------------------------------- |
| Johann-Georg Richert (n. 1890)        | Generalleutnant                          | Wehrmacht       | Comandante de la 286.ª División de Seguridad y la 35.ª División de Infantería                         | Muerte, ejecutado el 30 de enero de 1946                 |
| Gottfried von Erdmannsdorff (n. 1893) | Generalmajor                             | Wehrmacht       | Comandante de la Ordnungspolizei en la región de Minsk                                                | Muerte, ejecutado el 30 de enero de 1946                 |
| Eberhard Herf (n. 1887)               | General der Polizei                      | Ordnungspolizei | Comandante del Regimiento de Policía Norte y Comandante de la Policía del Orden en la región de Minsk | Muerte, ejecutado el 30 de enero de 1946                 |
| Georg Robert Weißig (n. 1896)         | Oberstleutnant der Polizei               | Ordnungspolizei | Comandante del 26.º Regimiento de Policía de las SS                                                   | Muerte, ejecutado el 30 de enero de 1946                 |
| Ernst August Falk (n. 1917)           | Hauptmann der Polizei                    | Ordnungspolizei | Comandante de batallón en el 26.º Regimiento de Policía de las SS                                     | Muerte, ejecutado el 30 de enero de 1946                 |
| Reinhard Georg Moll (n. 1891)         | Major                                    | Wehrmacht       | Comandante local de Babruisk y Parichi                                                                | Muerte, ejecutado el 30 de enero de 1946                 |
| Karl Max Languth (n. 1898)            | Hauptmann                                | Wehrmacht       | Comandante del campo de prisioneros de guerra de Babruisk                                             | Muerte, ejecutado el 30 de enero de 1946                 |
| Hans Hermann Koch (n. 1914)           | SS-Obersturmführer and Gestapo-Kommissar | Waffen-SS       | Jefe de la SiPo en Orsha, Borísov y Slonim y oficial del Einsatzgruppe B                              | Muerte, ejecutado el 30 de enero de 1946                 |
| Rolf Oskar Burchard (n. 1907)         | Leutnant                                 | Wehrmacht       | Comandante especial en Babruisk                                                                       | Muerte, ejecutado el 30 de enero de 1946                 |
| August Josef Bittner (n. 1894)        | Leutnant                                 | Wehrmacht       | Sonderführer y jefe del comando agrícola de Babruisk                                                  | Muerte, ejecutado el 30 de enero de 1946                 |
| Bruno Max Götze (n. 1898)             | Hauptmann                                | Wehrmacht       | Comandante de Babruisk                                                                                | 20 años de trabajos forzados, murió en Vorkutlag en 1951 |
| Paul Karl Eick (n. 1897)              | Hauptmann                                | Wehrmacht       | Comandante adjunto en Orsha                                                                           | Muerte, ejecutado el 30 de enero de 1946                 |
| Bruno Franz Mittmann (n. 1901)        | Feldwebel                                | Ordnungspolizei | Gendarmerie en Minsk                                                                                  | Muerte, ejecutado el 30 de enero de 1946                 |
| Franz Hess (n. 1909)                  | SS-Unterscharführer                      | Waffen-SS       | 32.º Sonderkommando de la Sicherheitsdienst de Minsk                                                  | Muerte, ejecutado el 30 de enero de 1946                 |
| Heinz Johann Fischer (n. 1923)        | SS-Sturmmann                             | Waffen-SS       | 8.ª División de Caballería SS Florian Geyer                                                           | Muerte, ejecutado el 30 de enero de 1946                 |
| Hans Josef Höchtl (n. 1924)           | Soldado                                  | Wehrmacht       | 718.° Regimiento de Entrenamiento de Campo                                                            | 20 años de trabajos forzados                             |
| Alois Kilian Hetterich (n. 1924)      | Soldado                                  | Wehrmacht       | 595.° Regimiento de Infantería                                                                        | 15 años de trabajos forzados                             |
| Albert Johann Rodenbusch (n. 1915)    | Soldado                                  | Wehrmacht       | 635.º Regimiento de Entrenamiento                                                                     | 15 años de trabajos forzados                             |

## Consecuencias
Los juicios por crímenes de guerra en la Unión Soviética se evaluaron negativamente en general: habrían sido juicios espectáculo, no una búsqueda real de la verdad, sino una abstracción colectiva con objetivos políticos y explotación propagandística. En el período de posguerra, el liderazgo soviético hizo enormes esfuerzos para hacer que los órganos judiciales fueran más confiables, logrando éxitos notables en comparación con los estándares soviéticos anteriores.
Según Andreas Hilger, es particularmente dramático que la Unión Soviética, cuyos ciudadanos habían sido el objetivo principal de la política alemana de exterminio, se mostrara incapaz de hacer una contribución válida a la administración de justicia en este período.
Manfred Messerschmidt señala que el juicio soviético ofreció a los acusados mejores oportunidades procesales que los prisioneros soviéticos ante sus respectivos tribunales militares alemanes, siempre que estos últimos tuvieran derecho a un juicio. El historiador Manfred Zeidler informa de inconsistencias en la recopilación de datos con respecto a testimonios posteriores en los otros juicios y los resultados de las investigaciones de la Oficina Central de Ludwigsburger, argumentando que el juicio deja demasiados cabos sueltos.
En 1947, se publicaron materiales del juicio en Minsk (con una tirada de 10 000 copias en ruso): una transcripción de todas las sesiones del tribunal y la sentencia. En 2010, el Ministerio de Justicia de la República de Bielorrusia publicó un libro de materiales del proceso de Minsk.